# 칼카스

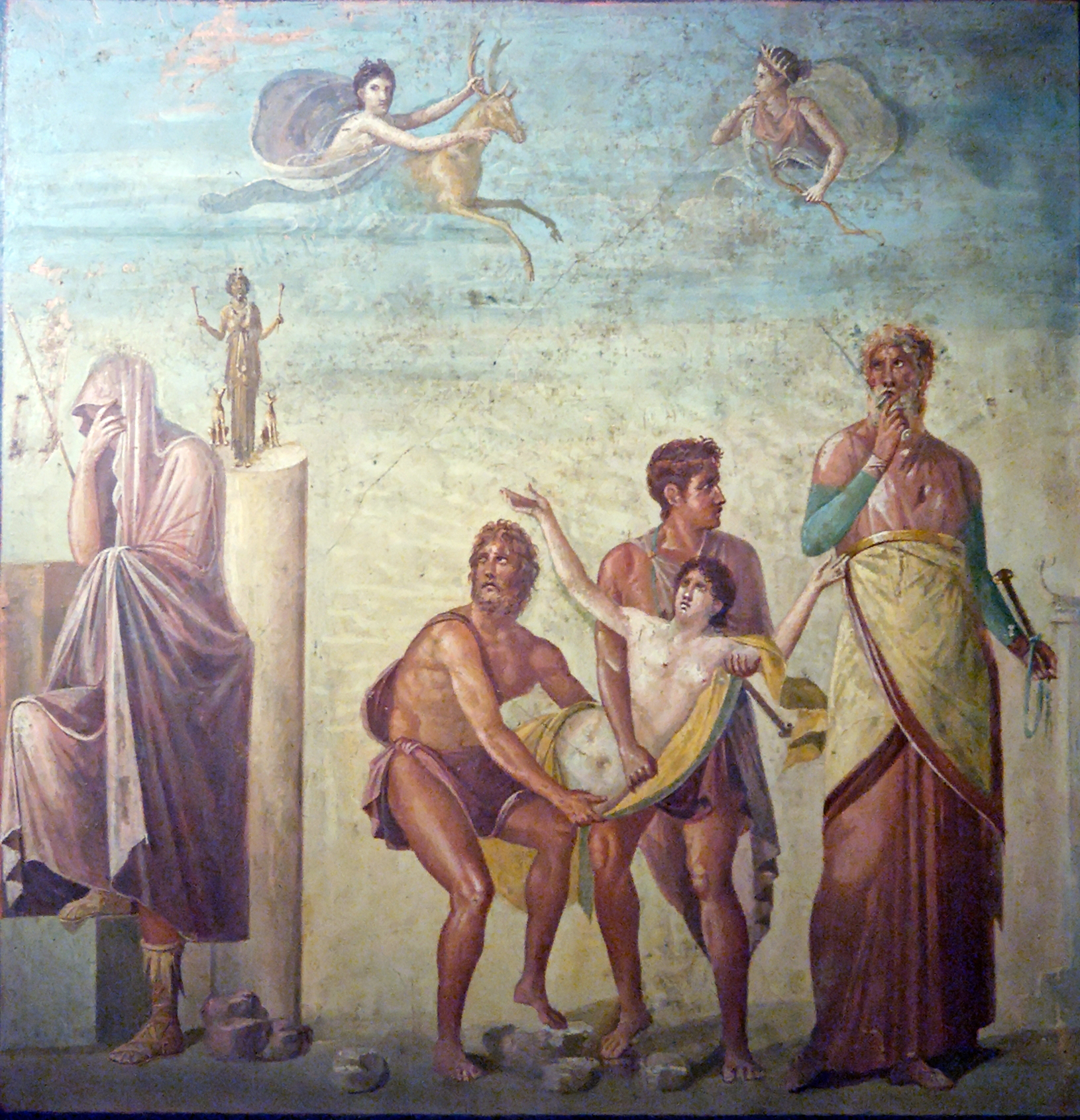
칼카스가 이피게네이아의 희생을 주관하고 있다. 폼페이의 주랑의 프레스코화.

칼카스(Κάλχας)는 그리스 신화에서 테스토르의 아들이다. 새가 나는 모습을 보면서 점을 치는 예언자였는데 이는 태양신 아폴론이 그에게 부여한 예언의 능력이었다.
트로이아 전쟁이 시작하기전 그는 아킬레우스와 헤라클레스의 활과 화살을 가진 필록테테스가 참전하여야만 그리스가 전쟁에서 이길 수 있다고 예언했다. 또한 그리스의 함대가 출항하기 전 뱀이 참새둥지에서 여덟 마리의 새끼 참새를 잡아먹고 어미 참새를 아홉 번째로 잡아먹는 것을 보고 트로이아는 9년 동안 공략하여 10년째에 함락된다고 에언했다.
또한 그리스 함대가 아울리스에서 심한 풍랑 때문에 트로이아로 출발하지 못하고 있을 때 칼카스는 그리스군의 총사령관 아가멤논이 아르테미스 여신의 분노를 샀기 때문에 그리스 진영에 벌을 내리셨다면서 아가멤논의 딸 이피게네이아를 희생제물로 삼아야 한다고도 예언했다. 이피게네이아를 제물로 바치자 비로소 그리스 함대는 트로이아 원정에 나설 수 있었다.
나중에 그리스 진영에 역병이 돌았는데 이때 칼카스는 아폴론 신전의 사제인 크리세스의 딸 크리세이스를 돌려주어야 역병이 멈춘다고 예언했다. 이 때문에 아가멤논과 아킬레우스의 불화가 시작된다.
칼카스는 자신보타 뛰어난 예언자가 나타나면 죽을 것이라는 예언을 받았는데 트로이아 전쟁이 끝난 후 예언자 몹소스가 예언경연대회에서 자신을 이기자 비탄에 빠져 죽었다고 전해진다. 일설에는 자신의 죽음에 대한 예언의 날이 다가왔는데도 죽지 않게 되자 너무나 기쁜 나머지 웃다가 죽었다고도 한다.